# Marco Atilio Regolo Caleno
Marco Atilio Regolo Caleno (fl. IV secolo a.C.) è stato un politico romano.

## Biografia
Fu eletto console nel 335 a.C. con Marco Valerio Corvo, console per la quarta volta.
Durante il consolato si concluse la guerra contro Ausoni e Sidicini, che il Senato aveva chiesto fosse affidato al solo Valerio Corvo.
Dopo la vittoria del console Corvo a Cales, questi chiese ed ottenne che il comando dell'esercito fosse affidato ad entrambi i consoli.